# Rumaki

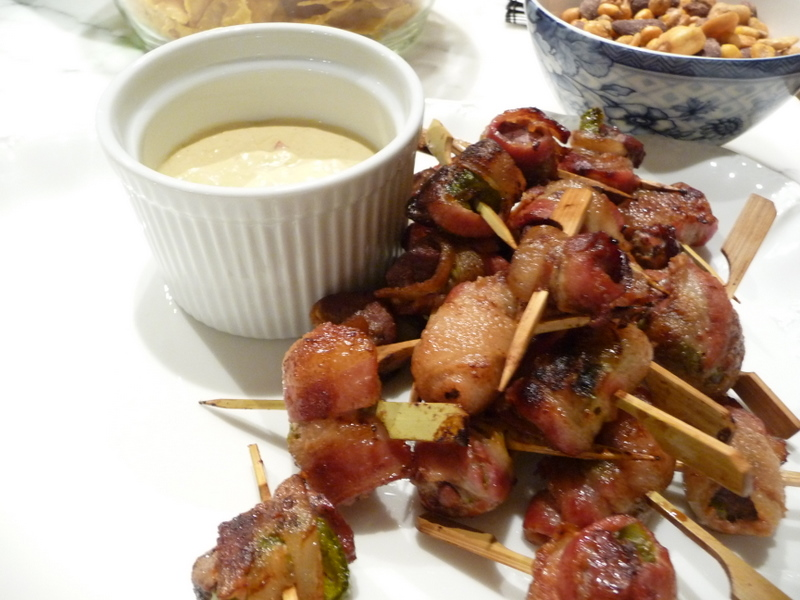
Rumaki de pato.

El rumaki es un aperitivo que imita el estilo polinesio. Fue probablemente inventado por Víctor Bergeron, conocido como Trader Vic.
Sus ingredientes y forma de preparación varía, pero suele consistir en castañas de agua y trozos de hígado de pato o pollo envuelto en panceta y marinados en salsa de soja y jengibre o azúcar moreno.
La primera referencia conocida aparece en el menú de 1941 del restaurante Don the Beachcomber (Palm Springs, California).
El nombre puede ser una alteración del japonés harumaki, ‘rollo de primavera’.